# Star Price
Pour les articles homonymes, voir Price.
Star Price est un producteur, réalisateur et scénariste.

## Filmographie
Comme producteur
- 2005 : Penn & Teller: Off the Deep End (TV)
- 1992 : How'd They Do That? (série télévisée)
- 1993 : Real Stories of the Highway Patrol (série télévisée)
- 1994 : Later with Greg Kinnear (série télévisée)
- 1996 : The Tonight Show with Jay Leno
- 1998 : Shangri-La
- 2001 : Celebrity Undercover (série télévisée)
- 2005 : Penn & Teller: Off the Deep End (TV)

Comme réalisateur
- 1991 : Best of the Worst (série télévisée)
- 1992 : How'd They Do That? (série télévisée)
- 1993 : Real Stories of the Highway Patrol (série télévisée)
- 1996 : "The Tonight Show with Jay Leno" (1992) TV Series
- 1998 : Shangri-La
- 1999 : Exploring the Unknown (série télévisée)
- 2001 : Celebrity Undercover (série télévisée)
- 2003 : Penn & Teller: Bullshit! (série télévisée)
- 2005 : Word Slam! (TV)

Comme scénariste
- 1996 : "The Tonight Show with Jay Leno" (1992) TV Series (writer)
- 1996 : Access Hollywood
- 1998 : Shangri-La
- 1999 : Confirmation: The Hard Evidence of Aliens Among Us? (TV)
- 2005 : Penn & Teller: Off the Deep End (TV)